# 堂本剛
堂本剛（日语：／ Dōmoto Tsuyoshi，1979年4月10日—），日本男歌手、演員，奈良縣奈良市出身。綽號「244」（「つよし」與2的英文「TWO」及4的兩種日文讀音「よ」、「し」相似）。曾隸屬於傑尼斯事務所（現星達拓娛樂）。從事兒童演員入行，後在1991年進入傑尼斯事務所，與堂本光一於1993年組成小傑尼斯組合KinKi Kids，同組合於1997年正式出道。與堂本光一同姓但兩人並無血緣關係。2002年以創作歌手的身分個人出道。
KinKi Kids至今爲止的所有單曲，均能在發片首週登上日本Oricon單周銷量榜的第一名，已寫入金氏世界紀錄。

## 參與組合
- KinKi Kids
- J-FRIENDS
- Toraji･Haiji

## 個人概要
小學生時參加了大阪的劇團，1987起以堂本直宏為藝名，作為兒童演員參與了舞台劇、連續劇及廣告的演出（曾與北島三郎在舞台劇中飾演父子，因北島三郎指定而連續演了兩年）。15歲時主演《人間·失格》，就因為深刻詮釋了少年的複雜心理而大獲好評，高倉健在當年曾對該劇中剛飾演的少年在樓頂的一段獨角戲贊不絕口，大為驚嘆是一個不滿15的少年所詮釋的。16歲開始主演《金田一少年之事件簿》電視劇和電影，不僅席捲日本，更風靡全亞洲。
2002年個人歌手出道後，結合搖滾、流行和放克（Funk）元素的音樂風格獨特，廣受業界好評。Dreams Come True的中村正人評價為“將如此小眾的放克音樂在日本做到這個程度，真讓人熱血沸騰。”
2002年以單曲《街/溺愛ロジック》個人歌手出道。同年8月7日發行個人專輯《ROSSO E AZZURRO》，專輯名稱是意大利語的“紅與藍”，寓意“紅色代表熱情，藍色代表寂靜，人懷有這兩類感情所以才會煩惱、戀愛、努力、向著不同方向而去。”
2003年1月舉行首次個人演唱會LIVE ROSSO E AZZURRO,5月，官方的手提電話網站上向外公佈自己患上了過度換氣症候群。其後在記者會上更透露自己「從6年前（大約是1997年）開始就跟病魔搏鬥」。
2004年8月18日發行第二張個人專輯[Si:]，同年夏天舉行名為TSUYOSHI DOMOTO 2nd Live [síː] 〜FIRST LINE〜的演唱會，並在原宿進行了一日限定的樓頂Live。
2005年曾與TOKIO的國分太一組成了組合「Toraji･Haiji」。12月起，開始以ENDLICHERI☆ENDLICHERI 為名的個人企劃，截止單曲《The Rainbow Star》，連續4首歌曲初次登上銷量榜即取得第一位。
2006年2月1日發行首張單曲染井吉野並獲得Oricon首位，年中在橫濱Arena搭建臨時 "The Endli Water Tank"，進行名為"The Rainbow Star"的公演，反響熱烈，兩次加場，最終進行100場公演。同年3月1日發行ENDLICHERI☆ENDLICHERI首張專輯《Coward》，“我認為懦弱膽小的時刻是實現人生光輝的必經之路。”因此將專輯命名為Coward。
2007年4月1日以ENDLICHERI☆ENDLICHERI名義發行專輯《Neo Africa Rainbow Ax》，並進行了Funky Party "Sparkling Love"(8場), Neo Africa Rainbow Ax(49場)和LOVE☆Event HIGHER in JAPAN!(2場)的巡演。
2008年4月2日以244 ENDLI-x的名義推出專輯[I AND 愛]和單曲[Kurikaesu 春]，由ENDLICHERI☆ENDLICHERI正名為244 ENDLI-x。同時出演富士電視台電視劇33分偵探，大受好評。
2009年3月9日以剛紫的名義推出單曲「天空～美麗的我的天空」以及專輯《美我空- bi ga ku ～my beautiful sky》，並設定自己的生日4月10日為發售日。關於新名義的說明，堂本剛於官方網站稱為「一種新的挑戰，並將永遠以這個名義製作及推出歌曲或專輯等。」在2009年6月號《B~PASS》雜誌表示，會使用紫一方面因為是喜歡的顏色，另一方面是因為可方為紅色和藍色。紅色代表愛情，而藍色代表痛，認為「人是由這兩種感情組成。我們的感情雖然還有很多種，但大致區分起來也是分為這兩種感情，因為有這兩種感情，我們才算是活著」。
2009年7月10、11日，堂本剛成為首位在世界遺產奈良藥師寺舉行公開演出的音樂人。
2010年10月首次在京都的平安神宮舉行奉納公演，至2016年已連續舉行7年。《2011 平安結祈》在日本東寶系影院放映，《 2012 平安神宮 ヒトツ》和《2013 平安神宮》亦結成映像。
2011年4月6日以shamanippon的名義發行單曲《縁を結いて 》 （页面存档备份，存于） ，同年9月7日發行單曲《Nijiの詩 （页面存档备份，存于） 》。“人有五感，而‘想像力’是第六感。第六感存在的國度，想像的國度，稱作shamanippon。”秋天在受東日本大地震影響嚴重的東北地區舉行“十人十色”巡演，為了受災的觀眾，特別爭取將票價定為3000日元。
2012年在家鄉奈良搭建臨時Live House 'shamanippon ship',舉行41場公演。同年發行專輯shamanippon -量力的人- （页面存档备份，存于） 。
2013年發行首張翻唱專輯《河馬》，收錄了與自己頗有緣分的歌曲，以及自己的首作曲《將溫柔擁入懷中》和出道曲《街》。
2014年發行專輯shamanippon -色顏的命生 （页面存档备份，存于） ，收錄數首2012年於shamanippon ship即興創作的歌曲。同年夏天舉行巡演《Funk詩搖夏私亂》
2015年發行專輯《TU》 （页面存档备份，存于） ，並首次發行黑膠唱片完全予約限定《TU》 （页面存档备份，存于） 。同年夏天舉行巡演《Tu Funk TUor 2015》
2016年發行迷你專輯《Grateful Rebirth》 （页面存档备份，存于） 。且為首位參展米蘭時裝週的日本設計師ATSUSHI NAKASHIMA 中島篤 （页面存档备份，存于） 提供了 2017春夏- MILANO時裝周 （页面存档备份，存于）  及 2017秋冬 - MILANO時裝周 （页面存档备份，存于） 的走秀音樂。
2017年連續兩年為日本設計師ATSUSHI NAKASHIMA中島篤 （页面存档备份，存于） 於米蘭時裝周提供走秀音樂：2018春夏 - MILANO時裝周 （页面存档备份，存于） 。堂本剛為這次時裝表演將自己ENDLICHERI☆ENDLICHERI專輯中的歌曲進行了Remix。
2018年5月2日重啟ENDLICHREI PROJECT，並以全新名字ENDRECHERI的名義發行專輯《HYRBRID FUNK》 （页面存档备份，存于）
2021年4月10日，即堂本剛生日，開設個人官方Instagram帳號。
2023年3月21日，開設個人官方粉絲俱樂部「funk love」 （页面存档备份，存于），任何人都可以免費申請加入。
2024年1月11日，於個人官方粉絲俱樂部宣布與「桃色幸運草Z」隊長百田夏菜子結婚。同年2月22日，宣布於3月底離開SMILE-UP.。

### 突發性失聰
從2017年6月19日左右開始呈現「左耳難以聽見」的症狀，被診斷為重度「突發性失聰」。同月27日，入院進行治療並缺席分別於同月28日直接播送的『東京電視音樂節2017』（東京電視）和7月1日直接播送的『THE MUSIC DAY - 願望成真的夏天』（日本電視台）的演出的。7月4日出院，不過仍要定時到醫院進行打點滴等治療。同月15，16日，初次亮相20週年活動「KinKi Kids Party！謝謝20年！」在橫濱體育場召開的實況錄音，雖然不能親身在會場中演出，但是以由來自東京都內的實況轉播的映像演出這個形式出演並歌唱。亦於同月20日，按照原定計劃於文化廣播的特別節目『You們終於hatachi！KinKi Kids Donnamonya！ 特別直播3小時』，完成直播演出。及後於同月21日，即20週年紀念日當日初次亮相，為『ZIP！』（日本電視台）作現場出演，成為他自出院以來，第一次的電視機直接播送演出的。而原本預定於「SUMMER SONIC 2017」（8月19日，千葉/20日，大阪）和「Inazuma Rock Festival 2017」（9月17日，滋賀）的演出，因為未能得到主治醫師的許可而終止。另外，預定於9月1日-3日在京都·平安神宮的單獨表演公演也被逼中止。
雖然耳朵尚未完全康復，但堂本剛仍於2017年10月29日召開的音樂Fes「朝日電視夢節日2017」（崎玉超市圓形競技場）中演出，重新開始音樂活動。是自2017年5月31日收錄音樂節目『MTV unplugged』以來, 時隔151日的KinKi Kids 2人的舞台演出。 
2018年6月7日、相隔2年的SOLO LIVE「ENDRECHERI TSUYOSHI DOMOTO」在NHK HALL開演。
2017年12月左右結束了醫學治療後,現在正進行針灸, 中醫藥等治療, 現狀左耳恢復程度大約為20-30%, 仍然聽不到中至低音, 而右耳側恢復了約90%。而在他個人電台節目中也分享了耳患相關報告, 他認為若左耳能完全康復, 是個奇蹟。

## 人物
- 擅長繪畫。除了在有份參與的插畫書及官方刊本，以及在電視節目中披露過外，還親自設計了代表「ENDLICHERI☆ENDLICHERI」名義的卡通人物「Sankaku（三角君）」，亦無償為家鄉奈良的1300年遷都紀念設計曼陀羅、以及母子健康手賬。
- 愛家鄉。除了曾把在「ENDLICHERI☆ENDLICHERI」名義下推出的專輯（Neo Africa Rainbow Ax）以至演唱會名字也以「NARA」作為第一個字。
- 在2004年曾被選為最佳牛仔褲穿著者。
- 2016年為首個在米蘭時裝週展出的日本設計師中島篤 （页面存档备份，存于）  提供走秀音樂 （页面存档备份，存于）  。
- 第一首個人單曲街為連續劇夢想加洲主題曲。工作人員問要不要寫主題曲而寫成。

### 趣味・嗜好
喜歡搞笑故事(お笑い)，堂本剛在小學生的時候曾以搞笑藝人作為目標組成「水菜の煮たやつ(水菜煮的東西)」喜劇三人組。即使在成年後，他也沒有改變對喜劇的喜好，觀看了很多搞笑節目，從2012年開始，親自寫了企劃書，一個人回答來自King Kong的西野亮廣和博多大吉等專業搞笑藝人作為「天音」發出的「題目」，這就是獨演會「小喜利の私」的公演。

## 音樂活動
※有關以KinKi Kids身份之活動，請參考有關項目。

※有關以Toraji･Haiji身份之活動，請參考有關項目。

### 單曲
|      | 發行日         | 碟名                                | 名義       | 企畫名稱    |
| ---- | -------------- | ----------------------------------- | ---------- | ----------- |
| 1st  | 2002年5月29日  | 城市／溺愛論                        | 堂本剛     |             |
| 2nd  | 2004年6月9日   | WAVER                               | 堂本剛     |             |
| 3rd  | 2006年2月1日   | 染井吉野                            | E☆E        | E☆E         |
| 4th  | 2006年6月28日  | The Rainbow Star                    | E☆E        | E☆E         |
| 5th  | 2007年2月7日   | 因為天空在哭泣                      | E☆E        | E☆E         |
| 6th  | 2008年4月2日   | 春來春去                            | 244ENDLI-x | E☆E         |
| 7th  | 2009年4月10日  | 空～我美麗的天空                    | 剛 紫      | 美 我 空    |
| 8th  | 2009年9月9日   | RAIN                                | 堂本剛     |             |
| 9th  | 2011年4月6日   | 結緣                                | 堂本剛     | SHAMANIPPON |
| 10th | 2011年9月7日   | 彩虹之詩                            | 堂本剛     | SHAMANIPPON |
| 11th | 2013年9月11日  | 眨眼                                | 堂本剛     | SHAMANIPPON |
| 12th | 2014年11月23日 | 就是想PANTIES                       | 堂本剛     | SHAMANIPPON |
| 13th | 2018年8月22日  | one more purple funk… -硬命 katana- | ENDRECHERI | ENDRECHERI  |

- E☆E = ENDLICHERI☆ENDLICHERI

### 數位單曲
|     | 發行日         | 碟名                             | 名義       | 企畫名稱   |
| --- | -------------- | -------------------------------- | ---------- | ---------- |
| 1st | 2022年5月29日  | LOVE VS. LOVE                    | ENDRECHERI | ENDRECHERI |
| 2nd | 2022年8月21日  | 1111111 〜One Another's Colors〜 | ENDRECHERI | ENDRECHERI |
| 3rd | 2022年11月24日 | MYND                             | ENDRECHERI | ENDRECHERI |

### 專輯
|      | 發行日                          | 碟名                                    | 名義       | 企畫名稱    |
| ---- | ------------------------------- | --------------------------------------- | ---------- | ----------- |
| 1st  | 2002年8月7日                    | ROSSO E AZZURRO(紅與藍)                 | 堂本剛     |             |
| 2nd  | 2004年8月18日                   | [sí:]                                   | 堂本剛     |             |
| 3rd  | 2006年3月1日                    | Coward                                  | E☆E        | E☆E         |
| 4th  | 2007年4月11日                   | Neo Africa Rainbow Ax                   | E☆E        | E☆E         |
| 5th  | 2008年4月2日                    | I AND 愛                                | 244ENDLI-x | E☆E         |
| 6th  | 2009年4月10日                   | 美 我 空 - BI GA KU ～ my beautiful sky | 剛 紫      | 美 我 空    |
| 7th  | 2012年4月11日                   | shamanippon -量力的人-                  | 堂本剛     | SHAMANIPPON |
| 8th  | 2014年2月12日                   | shamanippon -色顏的命生-                | 堂本剛     | SHAMANIPPON |
| 9th  | 2015年5月20日 2015年9月2日 (LP) | TU                                      | 堂本剛     | SHAMANIPPON |
| 10th | 2018年5月2日                    | HYBRID FUNK                             | ENDRECHERI | ENDRECHERI  |
| 11th | 2019年8月14日                   | NARALIEN                                | ENDRECHERI | ENDRECHERI  |
| 12th | 2020年6月17日                   | LOVE FADERS                             | ENDRECHERI | ENDRECHERI  |
| 13th | 2021年8月25日                   | GO TO FUNK                              | ENDRECHERI | ENDRECHERI  |

### 迷你專輯
|     | 發行日       | 碟名             | 名義   |
| --- | ------------ | ---------------- | ------ |
| 1st | 2016年6月8日 | Grateful Rebirth | 堂本剛 |

### 企劃專輯
|     | 發行日         | 碟名   | 名義   |
| --- | -------------- | ------ | ------ |
| 1st | 2011年10月21日 | Nippon | 堂本剛 |

- 本專輯於歐洲15個國家發行。這是堂本剛在歐洲初次亮相之作，因為完全是在歐洲製作的作品，沒有日本國內盤發售，只有進口盤。收錄的歌曲，全部均是從至今為止在日本國內發表了的樂曲中選出，沒有全新製作的歌曲，所以可以說是類似“最佳盤”的內容。

### 翻唱專輯
|     | 發行日       | 碟名       | 名義   |
| --- | ------------ | ---------- | ------ |
| 1st | 2013年5月8日 | 河馬(カバ) | 堂本剛 |

### CD未收錄曲
1. 白い世界へ（收錄於DVD『KinKi Kids 3 days Panic! at TOKYO DOME '98-'99』中）
2. マイナー・チェンジ
3. LOVE (又名 "僕だけのLove Song")(1999-00年KinKi Kids DOME Concert首次披露、收錄於DVD『2016-2017 We are KinKi KidsDome Concert 2016-2017 TSUYOSHI & YOU & KOICHI』中)
4. ともだち（日劇「熱血教師」插曲） - 堂本剛翻唱(原唱: 坂本九)
5. 涙くんさよなら（日劇「熱血教師」插曲） - 堂本剛翻唱(原唱: 坂本九)
6. 桃（收錄於DVD『LIVE ROSSO E AZZURRO』中）
7. 昴 -すばる-（TBS系『JNN50周年記念 歴史大河スペクタクル 唐招提寺1200年の謎〜天平を駆けぬけた男と女たち』主題歌） - 谷村新司の楽曲のカバー

### 提供曲
1. LOVEXXXX（提供給Johnny's Jr.、僅作詞(作曲為 Face 2 fAKE)、收錄於DVD『2016-2017 We are KinKi KidsDome Concert 2016-2017 TSUYOSHI & YOU & KOICHI』中，由堂本剛親自主唱），此歌曲最早於1998年及1999年春季的KinKi演唱會中，由堂本剛本人主唱，但因這幾場演唱會內容，官方未收錄在任何已發行的影像作品中，且後來被Johnny's Jr.取用，故一直被當作提供曲，直到2016-2017年的演唱會中改變編曲後堂本剛本人重新翻唱，才被人得知此為堂本剛本人的作品。）
2. 君に会えた十二月（提供給岡田准一、收錄於DVD『風雲再起近畿小子2001台北演唱會』中，由堂本剛親自主唱）
3. Regress of Progress（提供給二宮和也、共作）
4. 離さないで愛（提供給亀梨和也、收錄於KAT-TUN第23張單曲「Dead or Alive」初回限定版2中）
5. 虜（提供給今井翼、收錄於DVD『TSUBASA IMAI ☆Dance and Rock★ Tour'09 初回限定盤』的BONUS CD中）
6. Kyuton Posing曲 （於2011年，透過TV番組「あらびき団」内企画「Kyuton Project」、為搞笑組合「キュートン(Kyuton)」提供的楽曲。本曲並未作品化）
7. 桃色空（ピンクゾラ）（提供給桃色幸運草Z、收錄於桃色幸運草Z第4張專輯『白金的黎明』中） - 作詞・作曲・編曲・並擔當吉他演奏
8. 前のめリズム（於2020年提供給NHK兒童節目「シャキーン」的歌曲）
9. あなたとアナタ（提供給MISIA、收錄於「MISIA SOUL JAZZ BEST 2020」的專輯中）- 作詞・作曲・feat.
10. flavor（提供給鈴木雅之、收錄於「SOUL NAVIGATION」的專輯中）- 作詞・作曲・編曲
11. Never Ending Love（提供給SixTONES的傑西、收錄於SixTONES第11張單曲「CREAK」初回盤A中）- 作詞・作曲・吉他演奏

### 影像作品
|      | 發行日                      | 碟名                                           | 名義       | 備註 |
| ---- | --------------------------- | ---------------------------------------------- | ---------- | --- |
| 1st  | 2003年1月8日                | LIVE ROSSO E AZZURRO                           | 堂本剛     | DVD/VHS |
| 2nd  | 2007年2月14日               | TSUYOSHI DOMOTO 2nd Live ［si:］〜FIRST LINE〜 | 堂本剛     | DVD[初回+通常]/VHS                                                                                             |
| 3rd  | 2006年2月1日                | 胸宇宙 ENDLICHERI☆ENDLICHERI Documentary       | E☆E        | DVD (期間生産限定商品) 收錄了由整個項目開始至演唱會「The Rainbow Star」 共100場演出的紀錄片                    |
| 4th  | 2007年3月14日               | 不完全 FUNKY WHITE DRAGON                      | E☆E        | DVD[初回+通常] 收錄了在橫濱港未來特設會場舉行的演唱會「The Rainbow Star」映像                                  |
| 5th  | 2009年3月11日               | ENDLICHERI LIVE DVD                            | E☆E        | DVD 收錄了「244 ENDLI-x LIVE TOUR '08 “I and 愛”」 全國巡回全27場公演及一日限定EVENT「WATERIZE」共28場公演映像 |
| 6th  | 2010年6月30日               | 薬師寺                                         | 堂本剛     | 2DVD+CD 收錄了2009年7月10日及11日於世界遺産・薬師寺舉行的演唱會及花絮                                          |
| 7th  | 2012年8月22日 2014年1月15日 | 2011平安神宮公演 限定特別上映 平安結緣祈願     | 堂本剛     | 2DVD Blu-ray                                                                                                   |
| 8th  | 2013年6月12日               | shamanippon -量力的人-                         | 堂本剛     | 2DVD[初回+通常]/Blu-ray                                                                                        |
| 9th  | 2014年1月15日               | 平安神宮LIVE 2012 Hi To Tsu                    | 堂本剛     | DVD/Blu-ray |
| 10th | 2014年8月20日               | 平安神宮LIVE 2013 HEIAN FUNK                   | 堂本剛     | DVD/Blu-ray |
| 11th | 2016年6月8日                | TSUYOSHI DOMOTO TU FUNK TUOR 2015              | 堂本剛     | DVD[初回+通常]/Blu-ray[初回+通常]                                                                              |
| 12th | 2019年4月10日               | 東大寺LIVE2018                                 | 堂本剛     | DVD/Blu-ray |
| 13th | 2019年9月25日               | ENDRECHERI TSUYOSHI DOMOTO LIVE TOUR 2018      | ENDRECHERI | DVD/Blu-ray |
| 14th | 2020年9月16日               | 堂本 剛 祈望 平安神宮 奉納演奏史 2014-2019     | 堂本剛     | DVD/Blu-ray 預約限定                                                                                           |
| 15th | 2021年1月27日               | ENDRECHERI TSUYOSHI DOMOTO LIVE 2019           | ENDRECHERI | DVD/Blu-ray |
| 16th | 2021年10月13日              | 平安神宮 奉納演奏 二〇二〇                     | 堂本剛     | DVD/Blu-ray |
| 17th | 2022年8月24日               | ENDRECHERI TSUYOSHI DOMOTO LIVE 2021           | ENDRECHERI | DVD/Blu-ray |

### 演唱會／LIVE
1. TSUYOSHI DOMOTO LIVE ROSSO E AZZURRO（2002年7月24日～2002年8月14日）
2. TSUYOSHI DOMOTO 2nd LIVE [si;] ～First Line～（2004年8月18日～2004年9月5日）
3. 2009 藥師寺LIVE（2009年7月10日～2009年7月11日）
4. 樂天世界遺産劇場 第13回 飛鳥・石舞台（2010年5月14日）
5. 藥師寺公演 2010（2010年7月9日～2010年7月10日）
6. 平安神宮公演 2010（2010年10月6日～2010年10月7日）
7. 堂本剛LIVE　「十人十色」（2011年6月3日～2011年6月5日、2011年9月16日～2011年9月18日）
8. 堂本剛平安神宮公演 2011（2011年9月2日～2011年9月4日）
9. 堂本剛LIVE　「十人十色 水声　〜suisei」（2011年10月22日～2011年10月24日）
10. shamanippon 〜量力的人〜（2012年5月29日～2012年7月29日）
11. 堂本剛 2012 平安神宮LIVE（2012年9月14日～2012年9月16日）
12. 堂本剛 HEIAN FUNK 平安神宮LIVE 2013 (2013年9月13日～2013年9月15日)
13. FUNK 詩謡夏私乱（2014年8月8日～2014年10月3日）
14. 堂本剛 2014 平安神宮LIVE（2014年9月5日～2014年9月7日）
15. TU FUNK TUOR 2015（2015年7月15日～2015年10月19日）
16. 堂本剛 平安神宮 奉納演奏 （2020年9月26日） [網路直播]
17. ENDRECHERIのLIVEの生配信 （2020年10月13日） [網路直播]
18. ENDRECHERI TSUYOSHI DOMOTO （2021年8月18日～2021年8月25日） [[千葉] 舞浜アンフィシアター]
19. 堂本剛 平安神宮 LIVE 2021 （2021年9月3日～2021年9月5日） [[京都] 平安神宮]
20. ENDRECHERI TSUYOSHI DOMOTO ツアー （2021年9月8日～2021年10月1日） [神奈川、奈良、宮城、大阪、愛知]
21. ENDRECHERI TSUYOSHI DOMOTO（2022年4月8日～2022年5月30日）[名古屋、神戶、仙台、福島、神奈川、奈良]
22. SUMMER SONIC 2022（2022年8月21日）[舞洲SONIC PARK]
23. 堂本剛 平安神宮 奉納演奏 2022（2022年9月2日～2022年9月4日）[京都・平安神宮]

### ENDLICHERI☆ENDLICHERI／244 ENDLI-x／ENDRECHERI
ENDLICHERI☆ENDLICHERI是堂本剛的個人創作名義之名稱。
ENDLICHERI☆ENDLICHERI = produced by 堂本剛

※有關以ENDLICHERI☆ENDLICHERI身份之活動，請參考有關項目。

### 剛紫
剛紫是堂本剛由2009年起的個人創作名義之名稱。

※有關以剛紫身份之活動，請參考有關項目。

## 獨演會

### 公演內容
|  | 日期                              | 活動名稱                            | 地點                                   |
|  | --------------------------------- | ----------------------------------- | -------------------------------------- |
|  | 2021/6/4~6/6 改期至2021/6/21~6/23 | ｢第２４回 堂本剛 独演会 小喜利の私｣ | 大阪･サンケイホールブリーゼ            |
|  | 2021/6/9~6/11                     | ｢第２４回 堂本剛 独演会 小喜利の私｣ | 東京･江戸川区総合文化センター 大ホール |
|  | 2021/10/19~10/24                  | ｢第２４回 堂本剛 独演会 小喜利の私｣ | [大阪] 森ノ宮ピロティホール            |
|  | 2021/11/20~11/21                  | ｢第２４回 堂本剛 独演会 小喜利の私｣ | [東京] TOKYO DOME CITY HALL            |

## 演出作品
※有關以KinKi Kids身份之演出，請參考有關項目。
童星時代（「堂本直宏」名義）之作品請見下方另外列出。

### 綜藝節目
- 超人躲避球傳說（關西電視台：1994年10月17日至1994年12月12日）
- 世界原來如此（富士電視台：1995年5月至1995年12月）
- 堂本剛的DO-YA（朝日電視台：1996年10月1日至1997年9月30日）
- 小剛的堂本舖（日本電視台：1999年3月29日至1999年9月27日）
- 堂本剛真的好辛苦〈堂本剛の正直しんどい〉 （朝日電視台：2002年10月9日至2009年9月30日）
- 堂本剛、心呼吸。漫步在故鄉奈良（奈良電視台：2008年4月12日）
- 24CHANNEL（朝日電視台：2009年10月7日至2010月3月31日）
- 堂本剛的一夥（MBS：2014年4月12日・9月14日・2015年1月2日・4月2日・8月1日・11月29日・2016年1月3日・3月19日）

### 電視連續劇
- 花梨（日本放送協會：1994年4月1日至4月2日）飾演田 上和則
- 人間·失格（日语：人間・失格〜たとえばぼくが死んだら）（東京放送：1994年7月8日至9月23日）飾演 大場誠
- 第二次機會(第二春之禍)（東京放送：1995年4月14日至6月30日）飾演 藤井渡
- 無家可歸的小孩2（日本電視台：1995年4月15日）大結局客串
- 金田一少年之事件簿（日本電視台：1995年7月15日至9月16日）飾演 金田一一
- 徬徨少年時（東京放送：1996年4月12日至6月28日）飾演 相澤武司
- 金田一少年之事件簿（日本電視台：1996年7月13日至9月14日）飾演 金田一一
- 我們的勇氣～未滿都市（日本電視台：1997年10月18日至12月20日）飾演 Takeru(滝川尊)
- 青澀時代（東京放送：1998年7月3日至9月11日）飾演 安積龍
- 為了與妳的未來～I'll be back～(重返少年時)（日本電視台：1999年1月16日至3月20日）飾演堀上篤志
- to Heart～至死不渝～（東京放送：1999年7月2日至9月17日）飾演時枝裕二 堂本光一在第五集中客串。
- P.S.我很好。俊平（東京放送：1999年6月24日至9月16日）在第六集以to Heart中的時枝裕二一角客串演出。外送花束到俊平(堂本光一飾)住的公寓。
- Summer Snow（東京放送：2000年7月7日至9月15日）飾演 篠田夏生
- 向井荒太的動物日記～愛犬羅斯蘭蒂的災難～（日本電視台：2001年1月3日至3月17日）飾演向井荒太。堂本光一客串最後一集。
- 菜鳥刑警（富士電視台：2001年4月10日至6月26日）大結局客串
- 學校教師（東京放送：2001年10月7日至12月16日）飾演 櫻木仙太郎
- 夢想加州（東京放送：2002年4月12日至6月28日）飾演 山崎終
- 前男友（東京放送：2003年7月6日至9月7日）飾演 柏葉東次
- 家庭連續劇（東京放送：2004年4月16日至6月25日）飾演 井坂將吾
- 33分偵探（富士電視台：2008年8月2日至9月20日）飾演 鞍馬六郎
- 歸來了嗎？33分偵探（富士電視台：2009年3月21日）飾演 鞍馬六郎
- 被迫歸來的33分偵探（富士電視台：2009年3月28日至4月18日）飾演 鞍馬六郎
- 天魔來了（TBS電視台：2013年7月15日至9月23日）飾演 法界天魔
- 柏拉圖式 (NHK電視台)：2014年5月25日至2014年7月13日) 飾演 青年
- 我們的勇氣～未滿都市～2017 SP（日本電視台：2017年7月21日）飾演 滝川尊

### 特備連續劇
- 愛與慾望的獨眼龍　伊達政宗（東京放送：1995年1月1日）飾演梵天丸
- 金田一少年事件簿SP學園七不思議殺人事件（日本電視台：1995年4月8日）飾演金田一一
- 金田一少年事件簿SP雪夜叉傳說殺人事件（日本電視台：1995年12月28日）飾演金田一一
- 誰愛上誰（東京放送：1996年3月29日）飾演河村冬樹
- 永久保存版・金田一少年事件簿（日本電視台：1996年9月21日）飾演金田一一
- 第二次機會回來了（東京放送：1996年12月20日）飾演野田渡
- 搞笑版金田一少年事件簿（日本電視台：1997年4月12日）飾演金田一一
- 最後的禮物（朝日電視台：2005年6月11日）飾演神崎健兒
- 向星星許願～在七疊間誕生的410萬顆星～（富士電視台：2005年8月26日）飾演大平貴之

### 電影作品
- 200X年 翔（1992年11月14日上映）飾演哲也
- SHOOT！（1994年3月12日上映）飾演奈良橋
- 金田一少年事件簿～上海魚人傳說～（1997年12月上映） 飾演金田一一
- Fantastipo（2005年2月上映）飾演鯉之堀Haiji
- 銀魂（2017年7月14日上映）飾演高杉晉助
- 銀魂2：規矩是為了被打破而存在的（2018年8月17日上映）飾演高杉晉助
- 圓圈（2024年10月上映）飾演澤田

### 舞台劇．音樂劇
- ANOTHER（1993年8月6日至8月15日）
- 花影之花（1995年10月3日至10月30日）飾演大石主稅、大三郎
- Johnny's祭in東京寶塚劇場Final Stage（1998年1月18日）
- SHOW劇'99 MASK（1999年1月6日至1月31日）

### 電台
- KinKi Kids怎樣的傢伙！（文化放送：1994年10月10日起）
- 閃亮的KinKi世界（日本放送：1995年10月14日~2007年9月）
- E☆E RADIO cosmology（FM-Fuji：2007年4月~2007年6月）
- TSUYOSHI'S RADIO LOVE-DHA! （FM-FUJI：2008年1月5日~2008年9月27日）
- 244 ENDLI-x produce BOOTLEG RADIO （FM大阪：2008年3月~2009年2月）
- 堂本剛と「Fasion & Music Hall」（FM大阪：2009年7月起）
- 堂本剛とFashion & Music Book （bayfm：2009年7月4日起）
- 堂本剛のラジオ（FM大阪：2012年5月2日~2012年7月25日）

### 電視廣告（個人演出）
- Benesse補習社『進研補習班．高1講座』（1997年）
- Panasonic（1997年至1999年12月）
  - 『Otakkusu傳真機』
  - 『電腦P-LINK』
- 資生堂『男士化妝品GERAID』（1999年3月～2001年9月）
- 好侍食品（1999年4月～7月）
  - 『O'zac洋芋片』
  - 『Vermont咖喱』
- 森永製果（2000年9月 - ）
  - DARS （2000年9月 - ）
  - Choco Monaka Jumbo（2001年4月 - ）
  - Hichew軟糖（2005年8月 - ）
- NTT DoCoMo 關西（2001年11月～2003年5月）
- 旭化成『旬果搾』水果酒（2002年3月～9月）
- UC信用卡（2002年4月～2004年3月）
- 任天堂Gamecube『大金鋼 森林戰』（2004年12月～2005年1月）
- 三得利飲品・Dakara （2005年4月～7月）
- 大發汽車・Be-go
  - 『路旁篇』（2006年1月18日起）
  - 『海篇』（2006年2月起）
- 朝日飲料・新十六茶 （2007年2月起）

### 得獎紀錄
- 第2 回日劇學院賞（最佳新人（人間失格））（1994）
- 第2 回日劇大賞（最佳男主角（青澀時代））（1999）
- 第2 回（1998年度）日刊體育報連續劇賞 最佳男主角「青之時代」
- 第22 回日劇學院賞（最佳男主角（to Heart~想要談了戀愛再死~））（1999）
- 第26 回日劇學院賞（最佳男主角（夏之雪））（2000）
- 2004年日刊體育日劇大賞最佳男主角（家庭連續劇！）

## 文章・出版物

### 單行本
- 與你同行（きみとあるけば）  （2002年7月）

在伊集院靜的文章裡加入由剛所繪的插圖，是一本把在《Person》雜誌連載的文章輯錄的單行本。
（朝日新聞社 / ISBN 978-4023303300  文庫版：ISBN 978-4041973233）
- 永遠一起（ずーっといっしょ。）  （2003年7月）

與伊集院靜合作的第二本單行本。
（朝日新聞社 / ISBN 978-4023303317  文庫版：ISBN 978-4041973264）
- 我的腳步聲（ぼくの靴音）  （2005年12月）

把一直在《Myojo》雜誌裡連載的文章輯錄而成。文章佔大多比例，偶爾一期裡會附一，二張插圖。
（集英社 / ISBN 978-4087804157）
- 真正I LOVE YOU（I LOVE YOU）  （2006年10月）

從朝日電視台人氣節目堂本剛真的好辛苦而生的首本個人寫真集。曾在該節目的一個單元中假想過“與年長女生約會”的夏威夷約會旅行篇。
（東京新聞通信社 / ISBN 978-4924566590）
- 堂本剛と頭のなか (HINODE MOOK 5) (単行本)（2009年3月10日）

(日之出出版 /ISBN 978-4891987817 )
- 堂本剛 ベルリン（単行本）  （2010年4月10日）

(小学館/ISBN 978-4093637251)
- ココロのはなし(単行本)   (2014年2月7日)

從NHK人氣節目堂本剛のココロ見而生。取材協力：ＮＨＫ「ココロ見」制作班
(角川書店/ISBN 978-4-04-110553-5-C0095)

### 連載
- PS　（小學館）

「TSUYOSHI COLLECTION」
- FINE BOYS　（日之出出版）

「想見外星人」（前稱『自然體 off style 東京』」
- BARFOUT! （幻冬舍）

「AMOUR MONAMOUR」
- Popolo （麻布台出版社）

「命音」

## 演出作品（童星時代「堂本直宏」名義）

### 綜藝節目
- 兩點綜藝秀（讀賣電視台：1987年8月）
- －TV MAGAZINE－ 有時會晴天的隆仁（朝日放送：1989年3月）
- 淘氣電視台（讀賣電視台：1989年秋天）節目司儀

### 電視連續劇
- 太子爺天下，不好意思！（朝日電視台：1987年7月）客串飾演若年幼時
- 妻子女兒系列（19）・心靈特備劇（4）「惡夢之後」（每日放送：1987年8月17日至8月28日）
- Downtown故事（每日放送：1987年10月20日）客串飾演濱田雅功年幼時
- 1・2・3與4・5・六（關西電視台：1988年7月）客串
- 妻子女兒系列（31）「沙上的家族」（每日放送：1988年9月26日至11月25日）
- 部長刑事（朝日放送：1989年2月）客串
- 新・部長刑事　都市警察24（朝日放送：1989年）客串
- 心中有火！（富士電視台：1989年）
- 心中有火！製作特輯（富士電視台：1989年）
- 田園異形（關西電視台：1989年7月）
- 週六連續劇「不一樣的愛」（NHK綜合：1990年1月6日至1月13日）
- 妻子女兒系列（42）「短命～仍想做媽媽的兒子」（每日放送：1990年2月5日至3月30日）
- 參見！天空劍士（東京電視台：1990年5月27日）飾演犬千代

### 特備連續劇
- 京都懸疑　鴨跖草的心裡（關西電視台：1987年12月14日）飾演浩司

### 電影
- 黃昏晴空（1988年上映）
- 我與小狗的淘氣大事件（1988年7月6日上映）
- 女帝　春日局（1990年1月20日上映）飾演七之丞

### 舞台劇・音樂劇
- 女京曆　末弘故事

1987年6月2日至6月25日 - 京都四條・南座 共41場
1988年6月 - 名古屋・岡山・廣島・久留米・福岡・大分 共17場
- 葬禮（1987年9月）
- 皇上與我（1988年12月2日至12月27日 大阪・新歌舞伎座）
- 「無法無天松」

1989年3月 - 梅田藝術劇場）
1989年6月2日至29日 - 新宿KOMA劇場）
- 「濁酒之辰」

1990年3月2日至29日 - 新宿KOMAコマ劇場
1990年6月 - 梅田KOMA劇場）

### 電台
- 我是早安人道上洋三（朝日放送：1988年1月）
- FM劇場（NHK京都：1988年6月）

### 電視廣告
- 綠荳芽廣告
- 『紀夫君的暑假日記』（1987年12月）
- 萬年社．Urban Resort（1988年3月）
- 大塚化學．MicroMagic（1988年3月）
- National住宅產業株式會社（1988年5月）
- 「PHP研究所・松下電器」開業70周年企業宣傳片（1988年10月）

## 外部連結
- 堂本剛 （页面存档备份，存于）  - 官方網站
- 堂本剛的Fan Club （页面存档备份，存于）
- 堂本剛的YouTube （页面存档备份，存于）
- 堂本剛的Instagram帳戶
- 堂本剛的TikTok （页面存档备份，存于）
- 堂本剛的X（前Twitter）
- 堂本剛的LINE
- 堂本剛「縁を結いて」 （页面存档备份，存于）  - 本人執筆記事
- 堂本剛在互联网电影资料库（IMDb）上的資料（英文）